# Hvozd (district de Plzeň-Nord)
Pour les articles homonymes, voir Hvozd.
Hvozd (en allemand : Foßlau, précédemment : Fosslau) est une commune du district de Plzeň-Nord, dans la région de Plzeň, en République tchèque. Sa population s'élevait à 246 habitants en 2022.

## Géographie
Hvozd se trouve à 10 km à l'ouest de Plasy, à 24 km au nord-nord-ouest de Plzeň et à 86 km à l'ouest-sud-ouest de Prague.
La commune est limitée par Manětín au sud-ouest, à l'ouest et au nord-ouest, par Štichovice au nord-est, par Pláně et Dražeň à l'est, par Líté au sud.

## Histoire
La première mention écrite de la localité date de 1253.

## Administration
La commune se compose de deux sections :
- Hodoviz
- Hvozd